# Orde van Krishna
De Orde van Krishna van Patiala ("Nishan-i-Shiva" soms ten onrechte "Yaduvansh Maya Mandal" genoemd) is een ridderorde van de indertijd machtige Indiase vorstenstaat Patiala. De naar de God Krishna genoemde ridderorde werd in 1936 ingesteld door Z.H. Luitenant-generaal Farzand-i-Khas-i-Dalaut-i-Inglishia Mansur-i-Zaman Amir-ul-Umra Maharajadhiraja Rajeshwar Sri Mahera-i-Rajagan Bhupendra Singh, Maharaja van Patiala, de feodale heerser van het vorstendom Patiala.
De orde heeft zes graden en werd voor verdiensten toegekend. De vorst was een Sikh en Krishna is een Hindoe-god maar veronderstellingen als zou de orde bestemd zijn geweest voor de hindoeïstische onderdanen van de Maharajah worden door de statuten van de orde gelogenstraft.
De aanduiding van de graden is typisch Europees maar de versierselen zijn in stijl eerder Voor-Indisch. Er is een Souverein van de orde en er is een Grootmeester. Er mochten niet meer dan vijf leden zijn maar het aantal buitengewone leden, regerende vorsten, hun echtgenoten en hun kroonprinsen, was onbeperkt.
In de Orde van Krishna heeft de Maharajah een "grote orde" naar Europees model ingesteld. De orde lijkt daarmee op de Orde van de Kousenband of de Orde van de Olifant.

## De versierselen
De ster heeft zeven langere blauwe en daartussen zeven kortere gouden punten van respectievelijk vijf en drie golvende lancetvormige stralen. Op het centrale medaillon met witte rand zijn twee figuren afgebeeld die een fluitspelende Shiva en Radha voorstellen. Op de ring staat in gouden sanskriet letters "NARA RANGA CHAI NARADHIPAM " oftewel "Hij geeft geluk aan zijn volk".
Rond het medaillon is een groen en roze geëmailleerde gouden bloemenkrans gelegd. Als verhoging is een gouden tiara, een drievoudige kroon, aangebracht op de bovenste blauwe stralen.
Er is een kostbare keten bekend bestaande uit de vier symbolen van Krishna. De symbolen worden met de tussenliggende vier sterren en vier paar gekruiste dolken verbonden met een dubbele gouden ketting. Bij de keten wordt een kleinood met drievoudige kroon als verhoging gedragen. Er is een kleinere keten bekend. Misschien was het als keten in de prinsengrootte voor jongens bedoeld maar het kan een keten voor dames zijn. In de statuten is sprake van het decoreren van de echtgenotes van vreemde heersers.
Het 100 millimeter brede lint is lichtoranje en eindigt op de heup in een rozet op een brede strik. Er is ook een smal grootlint van slechts 65 millimeter breedte in plaats van de gebruikelijke 100 millimeter.
De onderscheiding werd niet aan Britten uitgereikt. De Britse bestuurders van de Raj mochten geen geschenken en zeker geen ridderorden aannemen van de quasi onafhankelijke Indiase vorsten. De vorsten stonden bekend om hun enorme rijkdom maar zij werden door de ambtenaren van de Britse onderkoning scherp in de gaten gehouden. De regering maakte bezwaar tegen het bestaan van ridderorden in de vorstenstaten maar zij zag het bestaan ervan door de vingers zo lang als er geen Britten in die ridderorden werden opgenomen. In een enkel geval heeft men gesanctioneerd dat een politieman een medaille van een inlandse vorst ontving.
In 1947 werden de vorsten gedwongen om hun staten deel te laten uitmaken van de republiek India. In de "actie polo" greep het Indiase leger in opdracht van Nehru de macht in de zelfstandige rijken als Haiderapur en Patiala. De vorsten kregen een pensioen en zij bleven enige tijd een ceremoniële rol spelen. Hun ridderorden mochten niet worden gedragen in India maar voor zover het om gebruik binnen de familie en het hof ging werd het dragen van de orden van een maharaja door de vingers gezien.